# دانييل تشن
دانييل تشن (بالصينية: 陳曉東) (و. 1975 – م) هو ممثل، ومغني، وكاتب غنائي، من جمهورية الصين الشعبية، ولد في هونغ كونغ.

## وصلات خارجية
- دانييل تشن على موقع IMDb (الإنجليزية)
- دانييل تشن على موقع ميوزك برينز (الإنجليزية)
- دانييل تشن على موقع ديسكوغز (الإنجليزية)
- دانييل تشن على موقع قاعدة بيانات الفيلم (الإنجليزية)